# Classificação bibliográfica
Classificação bibliográfica é uma área de estudos da Biblioteconomia, relacionada à representação temática de documentos. As vantagens de tal atividade é proporcionar ao material uma identificação única e torná-lo mais fácil de ser encontrado em um acervo, além de tornar a recuperação mais acessível e rápida.
O objetivo da classificação bibliográfica é a organização do conhecimento de modo que o mesmo seja dividido por áreas, para facilitar que o usuário encontre o documento que procura. 
O papel do profissional bibliotecário na classificação bibliográfica é fazer uma leitura técnica do documento, de maneira a encontrar uma classificação que o descreva melhor. 

## Sistemas de classificação bibliográfica
Há diversos sistemas de classificação bibliográfica. Os mais conhecidos e adotados são:
- Classificação da Biblioteca do Congresso Americano (Library of Congress Classification - LC)
- Classificação Decimal de Dewey (Dewey Decimal Classification - CDD)
- Classificação bibliográfica de Bliss (Bliss bibliographic classification)
- Classificação de dois pontos (Colon classification)
- Classificação de Cutter (Cutter Expansive Classification)
- Classificação Decimal Universal (Universal Decimal Classification)
- Classificação de Blinker (Brinkler classification)
- Classificação Ranganathan (Ranganathan classification)